# Carcinologia
Per a la branca de la patologia que estudia els càncers, vegeu cancerologia

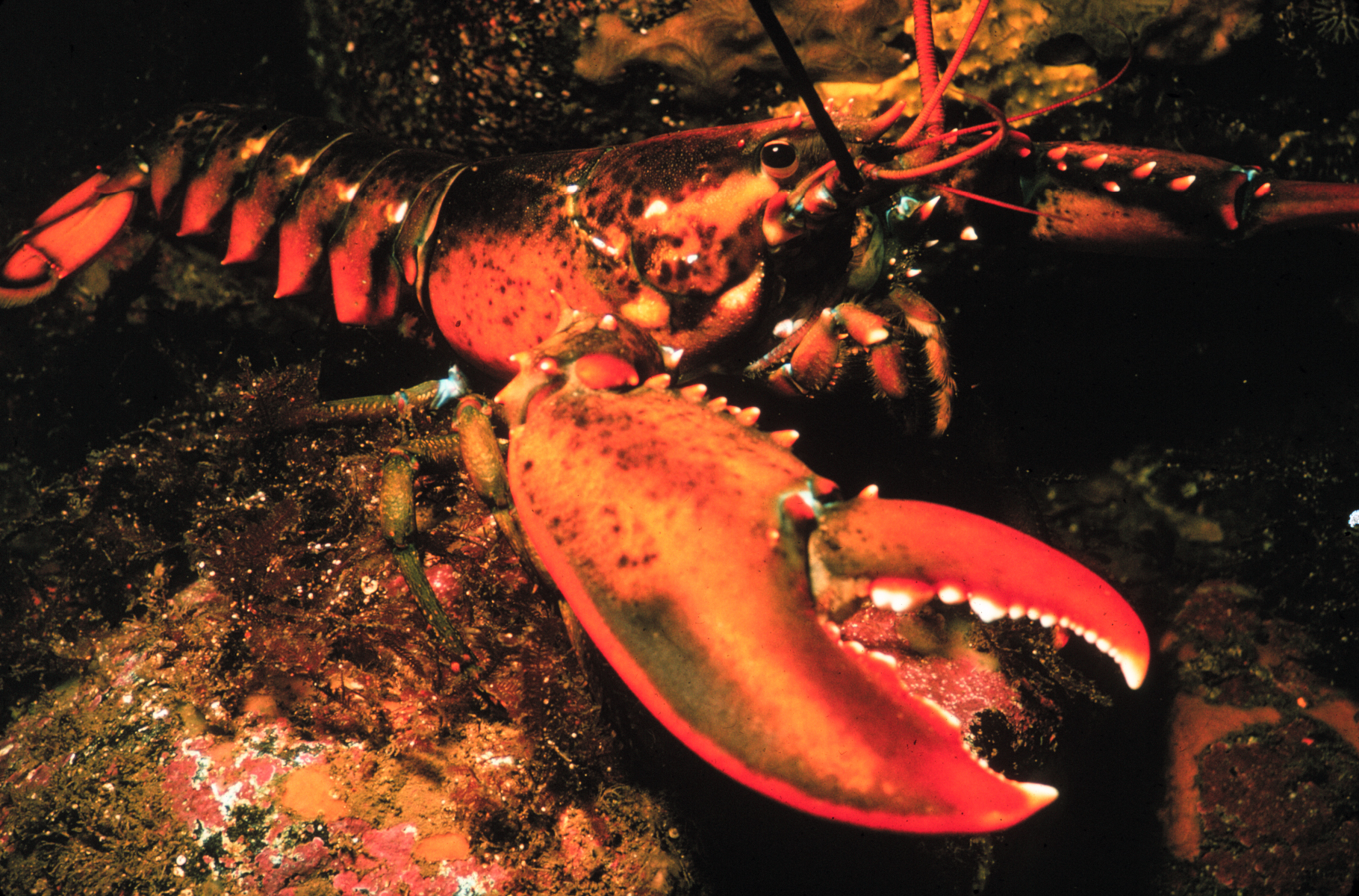
Un Llamàntol.

La carcinologia és la branca de la zoologia que té els crustacis com a objecte d'estudi.
Actualment estudia més de 50.000 espècies, però es creu que això és una fracció molt petita del que pot arribar a abastar.
L'astacologia n'és una branca que estudia específicament els crancs de riu.